# Vesper macrorhizus
Vesper macrorhizus är en växtart i släktet Vesper och familjen flockblommiga växter. Den beskrevs först av Samuel Botsford Buckley som Cymopterus macrorhizus, och fick sitt nu gällande namn av Ronald Lee Hartman och Guy L. Nesom 2012.
Arten är en perenn ört som förekommer i New Mexico, Oklahoma och Texas i södra USA.